# Антології удмуртської літератури
Антології удмуртської літератури — збірки творів різних удмуртських авторів, відібраних упорядниками чи колективами упорядників за довгий період розвитку літератури за тематичним чи жанровим принципом. Перші антології вийшли у світ ще 1919 року.
Перші збірки поезії:
- «Удморт кылбуръёс» — «Удмуртские стихотворения» («Удмуртські вірші», В'ятка, 1919) — упорядник Т. К. Борисов
- «Удмурт стихотворенняос» — «Удмуртские стихотворения» («Удмуртські вірші», Єлабуга, 1919) — упорядник Т. К. Борисов

Серія, присвячена 10-річчю радянської влади:
- «Октябрь» («Жовтень», 1928) — упорядник Кузебай Герд
- «Будон» — «Рост» («Ріст», 1928) — упорядник Д. І. Баженов

Широка серія:
- «Золотые гусли» («Золоті гуслі», 1940)
- «Зарни крезь» — «Золотые гусли» («Золоті гуслі», 1946)
- «Поэзия Советской Удмуртии» («Поезія Радянської Удмуртії», 1949)
- «Под солнцем Родины» («Під сонцем Батьківщини», 1950)
- «Поэты Советской Удмуртии» («Поети Радянської Удмуртії», Москва, 1955)
- «Рассказы удмуртских писателей» («Розповіді удмуртських письменників», 1955)
- «Удмурт пьесаосын сборник» — «Сборник удмуртских пьес» («Збірка удмуртських п'єс», 1956)
- «Стихи удмуртских поэтов» («Вірші удмуртських поетів», 1957) — упорядник Г. Г. Гаврилов
- «Вордиськем музъеммы» — «Родная земля» («Рідна земля», 1970)
- «Удмуртский юмор» («Удмуртський гумор», 1977) — упорядники С. В. Шкляєв, А. Н. Уваров)
- «Молотлы — 60» — «Молоту — 60» (1977) — упорядник О. Г. Шкляєв
- «Тыл пырти: Удмурт писательёс Быдзым Отечественной война сярысь» — «Сквозь огонь: Удмуртские писатели о Великой Отечественной войне» («Крізь вогонь: Удмуртські письменники про Велику Вітчизняну війну», 1985) — упорядник Л. В. Перевозчикова
- «Песни солнечного леса: Стихи удмуртских поэтов» («Пісні сонячного лісу: Вірші удмуртських поетів», Москва, 1987) — упорядник О. Г. Шкляєв

Серія віршів про Сталіна та Леніна:
- «Родиналэн шундыез» — «Солнце Родины» («Сонце Батьківщини», 1939) — упорядник П. М. Чайников
- «Ленин сярысь кылбуръёс» — «Стихи о Ленине» («Вірші про Леніна», 1970) — упорядник П. К. Поздеєв

Серія дитячої літератури:
- «Дедушкин родник» (Москва, 1981) — упорядник В. М. Ванюшев
- «Чипчирган» (Москва, 1985) — упорядник Г. О. Ходирєв

Альманахи, що виходили іншими мовами:
- «Медвежья песня: Маленькое зеркало литературы восточных финно-угорсках народов» («Ведмежа пісня: Маленьке дзеркало літератури східних фіно-угорських народів», Будапешт, 1975) — угорською мовою
- «Остаюсь с тобой» («Лишаюсь з тобою», Ташкент, 1985) — узбецькою мовою
- «Мелодии родникового края» («Мелодії джерельного краю», Чебоксари, 1993) — упорядник Р.Петрова, чуваською мовою
- «Перезвон великих гуслей» («Передзвін великих гуслів», Гельсінкі, 1995) — упорядник Р. Р. Бартенс, фінською мовою